# Carmelo Borg Pisani
Carmelo Borg Pisani (10 août 1915  - 28 novembre 1942) est un artiste maltais et un espion de l'Italie fasciste, condamné à mort pour trahison en 1942 après avoir échoué à espionner les défenses militaires de Malte pour le compte de l'Italie.

## Jeunesse

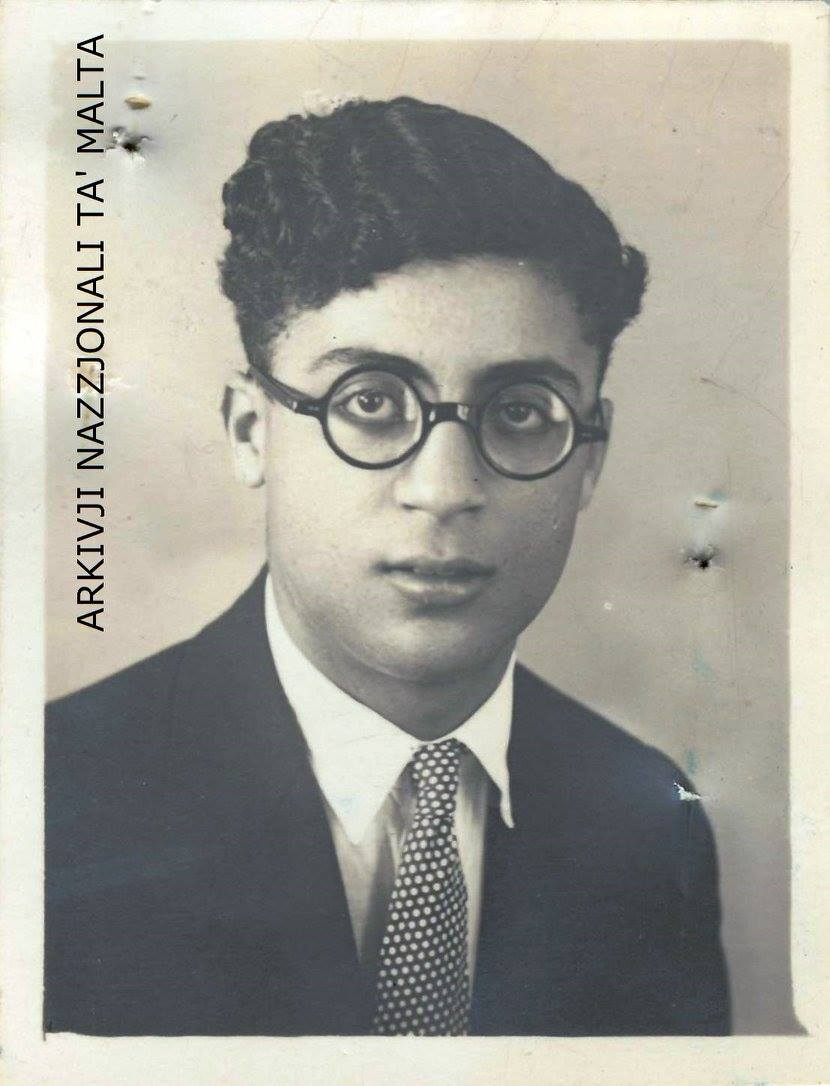
Carmelo Borg Pisani a 17 ans, avant son départ pour l'Italie.

Né dans une famille nationaliste maltaise de Senglea le 10 août 1915, Borg Pisani étudie au lycée pro-italien Umberto I à La Valette. Dans son adolescence, il fréquente le réseau des organisations pro-italiennes et pro-fascistes de Malte, la Casa del Fascio de La Valette et l'OGIE (Organizzazioni Giovanili Italiane all'Estero). Ceci lui permet de participer à des camps de jeunes en Italie, le Campo Dux à Viareggio en 1930 et un autre camp à Rome en 1932.
Il s'installe en Italie pour suivre les cours de l'Académie des beaux-arts de Rome en compagnie d'autres artistes maltais de premier plan tels Emvin Cremona. Il réside alors dans la « Casa della redenzione maltese », financée par le gouvernement italien, où il rencontre d'autres irrédentistes maltais, avec lesquels il partage la conviction que le gouvernement colonial britannique est en train de détruire « l'âme italienne » de Malte. Il estime que la meilleure voie pour faire renouer Malte à ses origines est d'expulser les Britanniques et d'unir l'île au royaume d'Italie. À Rome, Borg Pisani préside le « Circolo degli amici della storia di Malta » et rejoint le « Comitato d'azione maltese », dirigé par l'activiste en exil Carlo Mallia de l'université de Malte. Il devient directeur du journal irrédentiste Malta, interdit par les autorités coloniales britanniques.
Borg Pisani est un partisan du fascisme. En 1935, il essaye en vain de s'engager comme volontaire au sein de l'armée italienne en vue de participer à la conquête de l'Éthiopie par l'Italie fasciste. Entre 1939 et 1940, il rejoint le Gruppi universitari fascisti puis le Parti national fasciste.

## Seconde Guerre mondiale

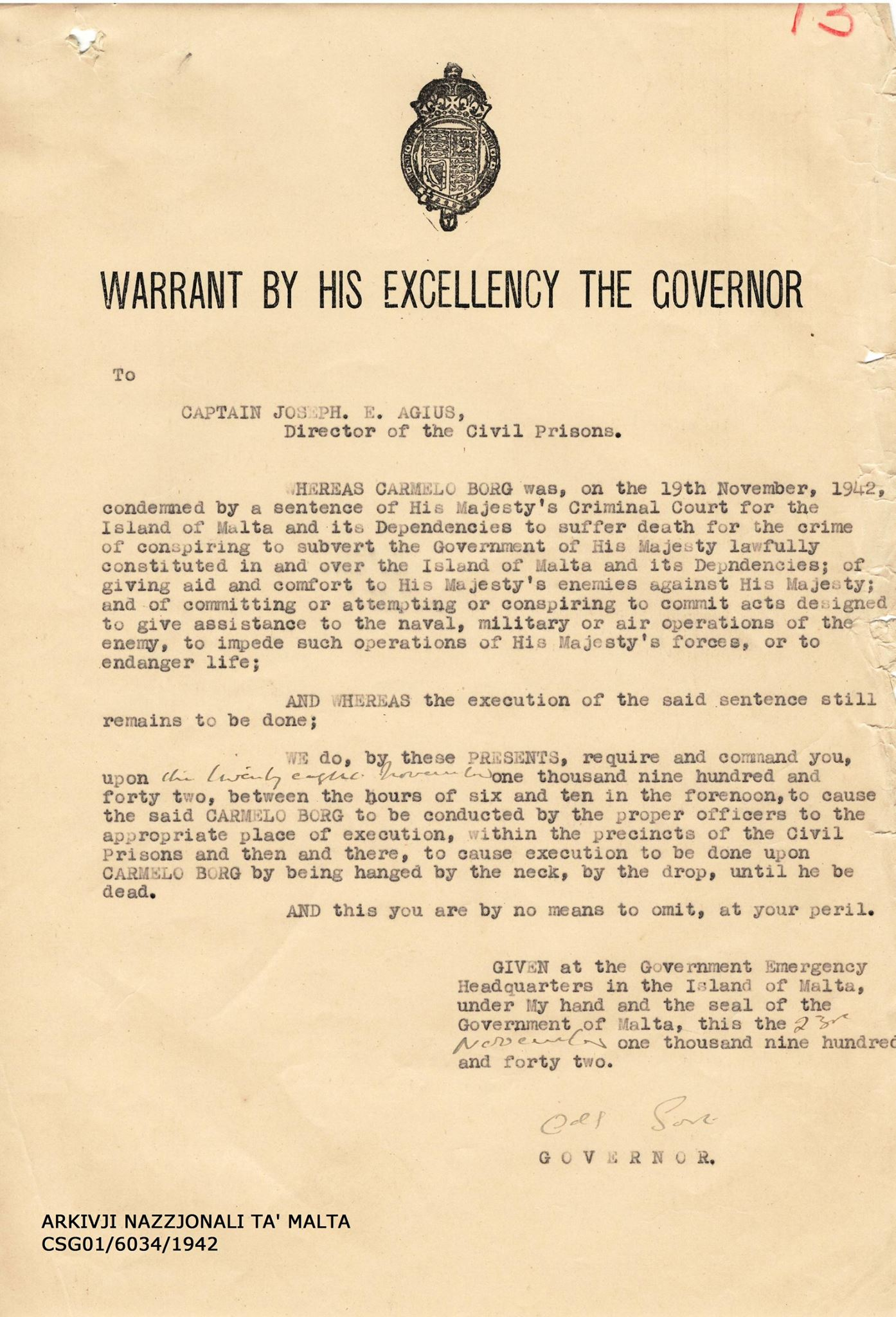
Mandat pour l'exécution de Carmelo Borg Pisani.

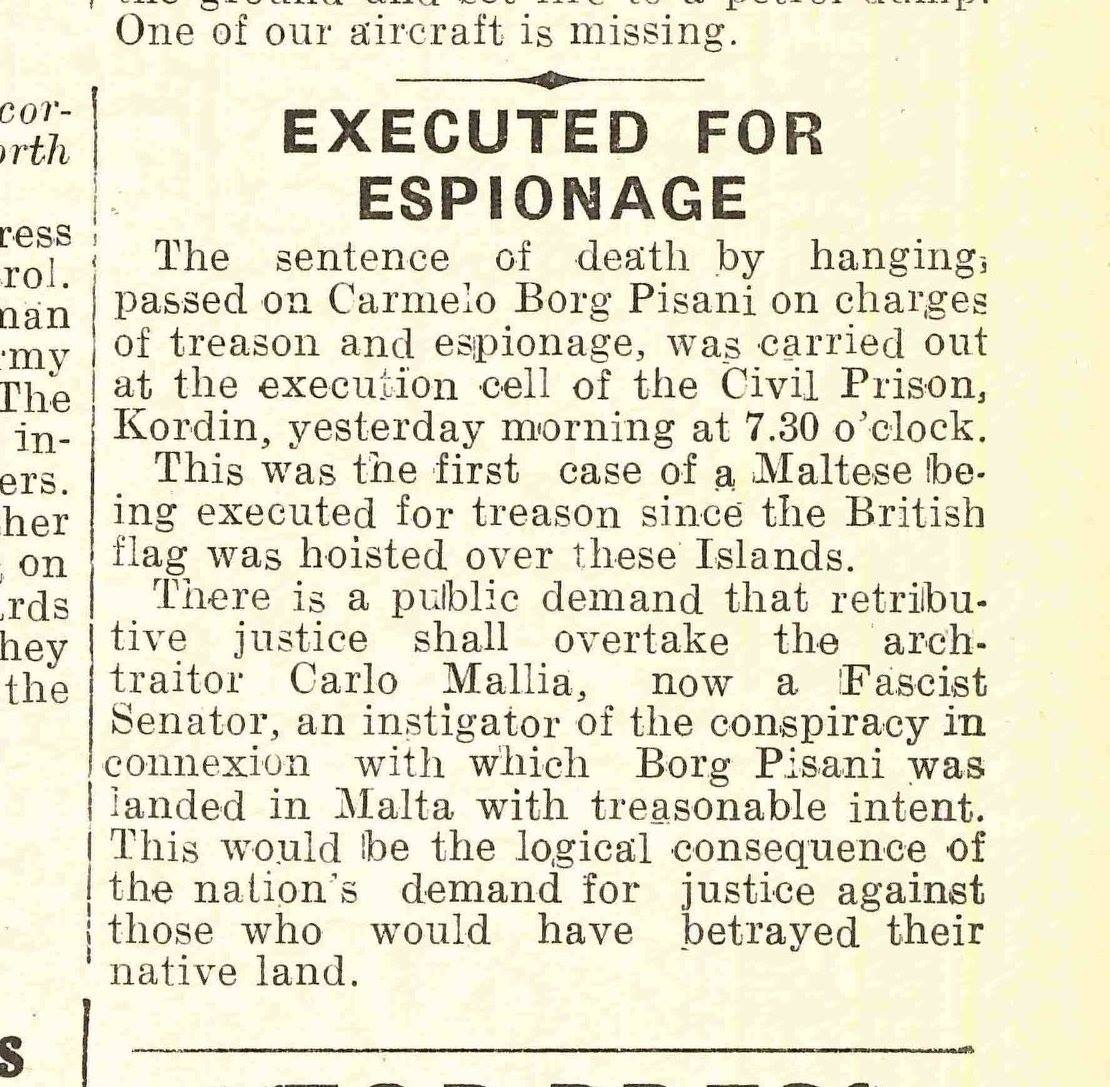
Extrait du Times of Malta rapportant l'exécution de Borg Pisani.

Après l'entrée de l'Italie dans la Seconde Guerre mondiale le 10 juin 1940, Borg Pisani renonce à sa citoyenneté britannique et rend son passeport britannique par l'intermédiaire de l'ambassade américaine qui représente les intérêts britanniques à Rome. Cependant, il n'a jamais officiellement demandé, ni obtenu, la citoyenneté italienne, bien qu'il ait servi plus tard dans l'armée italienne.
Il écrit également une lettre à Mussolini  se portant volontaire pour l'armée italienne, mais n'est pas accepté en raison de sa forte myopie. Grâce à des recommandations, y compris celles de Biscottini, Pisani est admis au sein des chemises noires, la milice fasciste, et rejoint ensuite aussi le Servizio informazioni militari, le renseignement militaire. Au sein des Chemises noires, il participe à l'occupation italienne de Céphalonie en Grèce, il y est blessé.
Avec d'autres irrédentistes maltais  il fréquente ensuite l'école militaire de Messine.
Le 18 mai 1942, Borg Pisani se porte volontaire pour une mission d'espionnage à Malte. L'objectif est de dresser un compte-rendu des défenses militaires britanniques de manière à préparer l'invasion de l'île par l'Axe (opération Herkules). Il débarque aux falaises de Ħad-Dingli à Ras id-Dawwara et entrepose ses vivres dans une grotte qu'il avait fréquentée dans sa jeunesse. Cependant, des conditions météorologiques inhabituellement défavorables et une mer agitée emportent toutes ses possessions en 48 heures, et il est dans l'incapacité de gravir les falaises. Il se voit forcé de faire signe à un bateau local. Après avoir été secouru par un patrouilleur britannique, il est transporté à l'hôpital naval RNH Mtarfa.
Là, Borg Pisani est reconnu par l'un de ses amis d'enfance, le capitaine Tom Warrington, qui le dénonce. Les renseignements britanniques le maintiennent en résidence surveillée dans une maison de Sliema jusqu'en août. Il est ensuite transféré à la prison de Corradino et accusé de trahison. Le 12 novembre 1942, son procès s'ouvre à huis clos. Sa ligne de défense selon laquelle, ayant renoncé à la citoyenneté britannique en restituant son passeport et en acquérant la citoyenneté italienne, il doit obtenir le statut de prisonnier de guerre n'est pas retenue par le tribunal militaire. Le 19 novembre 1942, il est condamné à mort pour espionnage, pour avoir pris les armes contre le gouvernement et pour haute trahison. Son exécution par pendaison a lieu à 7 h 30 le samedi 28 novembre après le rejet de ses demandes d'annulation du procès et de grâce. Ses restes, initialement enterrés à l'intérieur de la prison de Corradino, reposent désormais dans l'ossuaire du cimetière de Paola.

## Héritage
En Italie, Borg Pisani a reçu des mains du roi Victor Emmanuel III, à titre posthume, la médaille d'or de la valeur militaire, la plus haute distinction militaire italienne, quelques jours après sa mort. Benito Mussolini l'a qualifié de « martyr maltais » et crée en son honneur en Ligurie le Battaglione Borg Pisani au sein des Chemises noires en novembre 1943. Plusieurs irrédentistes maltais s'engagent dans ce bataillon. L'académie d'art où il avait étudié à Rome est rebaptisée pendant une brève période La Regia Accademia di Belle Arti Borg Pisani et des rues de Rome, Turin, Bari et Legnano portent toujours son nom. Un groupe néo-fasciste a commémoré sa mort devant l'ambassade de Malte à Rome en 2010.
Le juriste italien Giulio Vignoli a écrit que Borg Pisani doit être considéré comme l'un des derniers martyrs italiens de l'irrédentisme italien, au même titre que Cesare Battisti et Nazario Sauro.
À Malte, Norman Lowell, le chef du parti politique d'extrême droite Imperium Europa, s'est fait connaître pour ses déclarations saluant la mémoire de Carmelo Borg Pisani.